# Billy Ray Smith
College Football Hall of Fame 2000
(en) Statistiques sur pro-football-reference
Billy Ray Smith, né le 10 août 1961 à Fayetteville en Arkansas, est un joueur professionnel de football américain évoluant au poste de linebacker.

## Biographie
Billy Ray Smith Jr. est le fils de Billy Ray Smith Sr., ancien joueur de football américain. Lorsqu'il naît en 1961, son père s'entraîne avec les Colts de Baltimore pour préparer la saison 1961. Il suit les traces de son père et s'illustre au niveau universitaire en étant titulaire pendant quatre saisons pour les Razorbacks de l'Arkansas. Plus rapide et plus intelligent que son père, Billy Ray est récompensé par deux sélections dans l'équipe All-America. Considéré comme le meilleur joueur défensif de la draft 1983, il est sélectionné en cinquième position par les Chargers de San Diego.

## Statistiques
| Année  | Équipe                | MJ     |       | Plaquages | Plaquages | Plaquages | Plaquages |       | Interceptions | Interceptions | Interceptions | Interceptions |  | Fumbles | Fumbles |
| Année  | Équipe                | MJ     | Total | Seul      | Ast.      | Sacks     | Nb.       | Yards | Déf.          | TD            | Nb.           | Rec.          |  |         |         |
| 1983   | Chargers de San Diego | 16     | ?     | ?         | ?         | 3         | 0         | ?     | 0             | 0             | ?             | 1             |  |         |         |
| 1984   | Chargers de San Diego | 16     | ?     | ?         | ?         | 3         | 3         | 41    | ?             | 0             | ?             | 3             |  |         |         |
| 1985   | Chargers de San Diego | 15     | ?     | ?         | ?         | 2         | 1         | 0     | ?             | 0             | ?             | 3             |  |         |         |
| 1986   | Chargers de San Diego | 15     | ?     | ?         | ?         | 11        | 0         | 0     | ?             | 0             | ?             | 1             |  |         |         |
| 1987   | Chargers de San Diego | 12     | ?     | ?         | ?         | 3         | 5         | 28    | ?             | 0             | ?             | 3             |  |         |         |
| 1988   | Chargers de San Diego | 9      | ?     | ?         | ?         | 1         | 1         | 9     | ?             | 0             | ?             | 0             |  |         |         |
| 1989   | Chargers de San Diego | 16     | ?     | ?         | ?         | 2,5       | 1         | 9     | ?             | 0             | ?             | 2             |  |         |         |
| 1990   | Chargers de San Diego | 11     | ?     | ?         | ?         | 1         | 2         | 12    | ?             | 0             | ?             | 0             |  |         |         |
| 1991   | Chargers de San Diego | 14     | ?     | ?         | ?         | 0         | 2         | 0     | ?             | 0             | ?             | 1             |  |         |         |
| 1992   | Chargers de San Diego | 1      | ?     | ?         | ?         | 0         | 0         | 0     | ?             | 0             | ?             | 0             |  |         |         |
| Totaux | Totaux                | Totaux | ?     | ?         | ?         | 26,5      | 15        | 99    | ?             | 0             | ?             | 14            |  |         |         |